# Tim Wallace
Timothy Todd „Tim“ Wallace (* 6. August 1984 in Anchorage, Alaska) ist ein US-amerikanischer Eishockeyspieler, -trainer und -funktionär, der seit Juni 2018 bei den Milton Keynes Lightning aus der britischen National Ice Hockey League (NIHL) unter Vertrag steht und dort auf der Position des rechten Flügelstürmers spielt. Zuvor absolvierte Wallace unter anderem 101 Partien für die Pittsburgh Penguins, New York Islanders, Tampa Bay Lightning und Carolina Hurricanes in der National Hockey League (NHL).

## Karriere

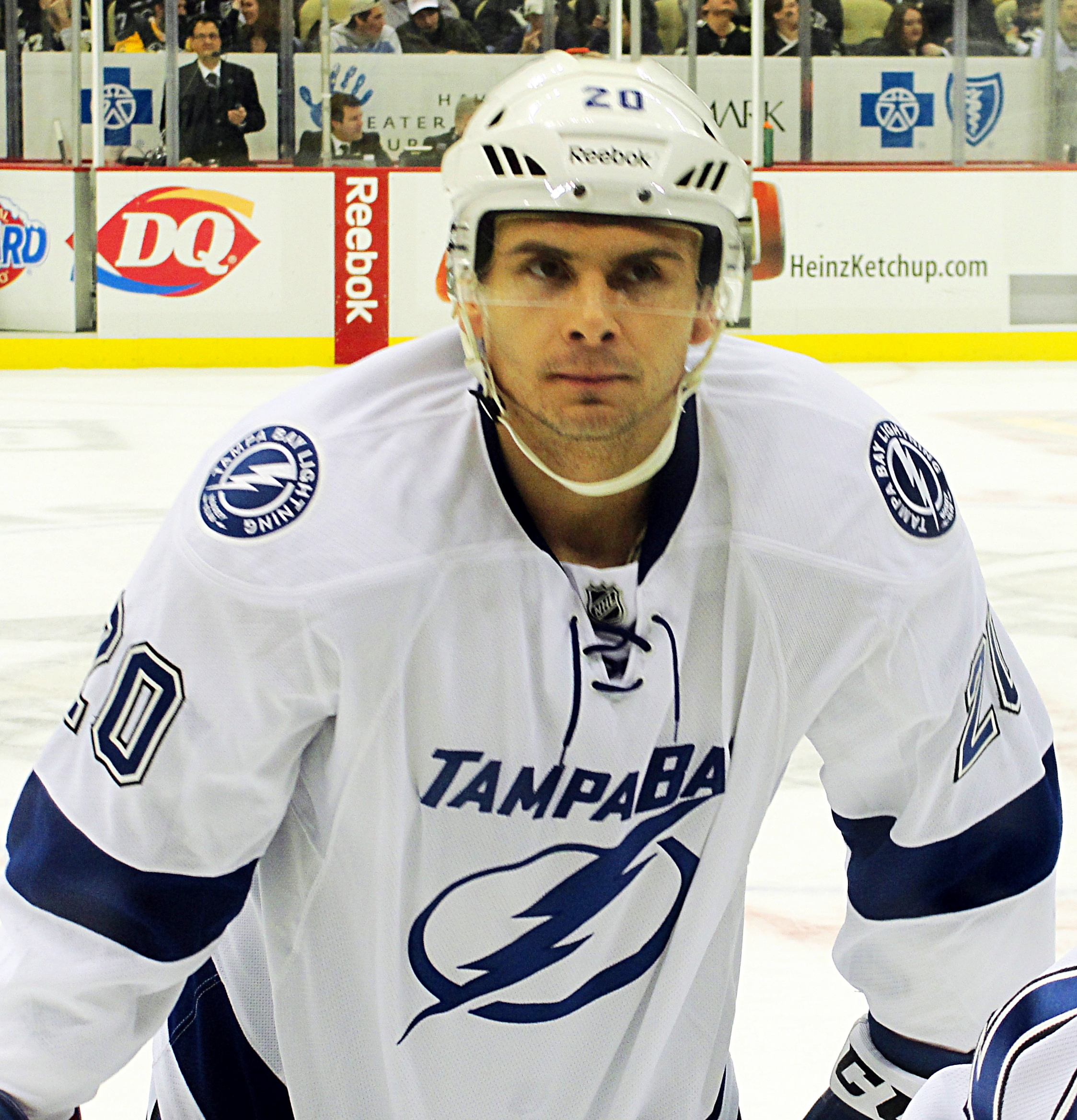
Wallace im Trikot der Tampa Bay Lightning

Tim Wallace begann seine Karriere als Eishockeyspieler im USA Hockey National Team Development Program, für das er von 2000 bis 2002 in den Juniorenligen United States Hockey League (USHL) und North American Hockey League (NAHL) aktiv war. Anschließend besuchte er vier Jahre lang die University of Notre Dame, für deren Eishockeymannschaft er parallel in der National Collegiate Athletic Association (NCAA) spielte. In der Saison 2006/07 gab der Flügelspieler sein Debüt im professionellen Eishockey für die Wilkes-Barre/Scranton Penguins aus der American Hockey League (AHL), wobei er parallel für die Wheeling Nailers in der ECHL spielte. 
Am 29. Mai 2007 unterschrieb Wallace zudem einen Vertrag als Free Agent bei Wilkes-Barre/Scrantons Kooperationspartner Pittsburgh Penguins. Zunächst kam er auch in der Saison 2007/08 ausschließlich für deren AHL-Farmteam Wilkes-Berre/Scranton zum Einsatz, mit dem er erst im Playoff-Finale um den Calder Cup an den Chicago Wolves scheiterte. Ab 2008 stand Wallace gelegentlich für die Pittsburgh Penguins in der National Hockey League (NHL) auf dem Eis, falls bei diesen Spieler verletzt ausfielen, er spielte jedoch weiterhin fast ausschließlich für deren Farmteam in der AHL.
Im Juli 2011 wurde der Stürmer von den New York Islanders mit einem Zweiwegevertrag für eine Saison unter Vertrag genommen. Diese setzten ihn kurz vor der Trade Deadline auf die Waiver-Liste, von der ihn die Tampa Bay Lightning am 23. Februar 2012 auswählten. Im Juli 2012 unterzeichnete er als Free Agent einen Zwei-Wege-Vertrag mit den Carolina Hurricanes. Im August 2013 wechselte er nach Europa und schloss sich dem Aufsteiger Örebro HK aus der Svenska Hockeyligan (SHL) an, ehe er im Dezember 2014 innerhalb der Liga auf Leihbasis zu Brynäs IF wechselte. Ab September 2015 stand Wallace für eine Spielzeit bei den Grizzlys Wolfsburg in der Deutschen Eishockey Liga (DEL) unter Vertrag. Es folgte die Rückkehr nach Nordamerika, wo der Stürmer in der Saison 2016/17 für die Alaska Aces in der ECHL und Bridgeport Sound Tigers in der AHL auflief. Anschließend verbrachte Wallace eine Saison bei den Sheffield Steelers aus der britischen Elite Ice Hockey League (EIHL).
Im Sommer 2018 wechselte der US-Amerikaner innerhalb der Liga zu den Milton Keynes Lightning. Dort wurde er Mitte November desselben Jahres zum Spielertrainer befördert, konnte den Abstieg in die zweitklassige National Ice Hockey League (NIHL) aber nicht verhindern. In Folge trat der Stürmer zum Ende der Spielzeit 2018/19 vom aktiven Sport zurück und nahm eine Anstellung als Cheftrainer bei den Nottingham Panthers aus der EIHL an. Dort war er bis zu seiner Entlassung im Januar 2022 tätig. Anschließend wurde Wallace in der Funktion des Director of Player Development wieder bei den Milton Keynes Lightning angestellt und begann auch wieder als Spieler aktiv zu werden. Zur Saison 2022/23 übernahm er erneut den Posten des Spielertrainers der Lightning.

### International
Für die USA nahm Wallace an der U18-Junioren-Weltmeisterschaft 2002 teil, bei der er mit seiner Mannschaft Weltmeister wurde. Zu diesem Erfolg trug er mit zwei Toren und fünf Vorlagen in acht Spielen bei.

## Erfolge und Auszeichnungen
- 2016 Deutscher Vizemeister mit den Grizzlys Wolfsburg

### International
- 2001 Goldmedaille bei der World U-17 Hockey Challenge
- 2002 Goldmedaille bei der U18-Junioren-Weltmeisterschaft

## Karrierestatistik
Stand: Ende der Saison 2023/24

### International
Vertrat die USA bei:
- World U-17 Hockey Challenge 2001
- U18-Junioren-Weltmeisterschaft 2002

(Legende zur Spielerstatistik: Sp oder GP = absolvierte Spiele; T oder G = erzielte Tore; V oder A = erzielte Assists; Pkt oder Pts = erzielte Scorerpunkte; SM oder PIM = erhaltene Strafminuten; +/− = Plus/Minus-Bilanz; PP = erzielte Überzahltore; SH = erzielte Unterzahltore; GW = erzielte Siegtore; 1 Play-downs/Relegation; Kursiv: Statistik nicht vollständig)